# Moretto da Brescia
Alessandro Bonvicino (også Buonvicino), bedre kendt som Il Moretto da Brescia (født ca. 1498 i Rovato, død 22. december 1554) var en italiensk maler.
Hos den tidligt modnede kunstner, der var elev af Fioravante Ferramola fra Brescia, brødes indflydelserne fra Romanino, fra Palma Vecchio, Savoldo, Tizian og Rafael, dog således at hans sjælfulde kunstnerindividualitet støbte de modtagne værdier om til et selvstændigt lødigt hele. Med den venetianske skoles kolorit, som han dog mildnede til en fin Sølvtone med de lysende baggrunde, det skønne spil af lys og skygge og med rige stoffers kraftige farvevirkning forbandt Moretto en ægthed i stemningen, der gør hans religiøse billeder til følte andagtsbilleder af uforlignelig skønhed; i det dramatiske virker hans kunst usikrere.
Om hans livsforhold ved man grumme lidt, kun at han foruden i Brescia, hvor han arbejdede jævnsides med Romanino, en tid har virket i Bergamo (1529), Milano og Verona (1540-41). Hans første arbejder, som Barnemordet i San Giovanni Evangelista i Brescia, viser påvirkning fra Rafael, en indflydelse, der vel stadig holder sig i billedernes klassisk skønne anordning, men senere sideordnes andre kræfter. Romaninos farvekunst mærkes i Den hellige Margrete, der ses i Brescia (San Francesco), ligesom med andre værker, som de fortrinlige alterbilledet med Madonna og barnet omgivne af engle og derunder helgene Clemens, Dominicus, Florian, Katharina og Magdalena (i San Clemente), Mariæ Himmelfart (Santi Nazaro e Celso), S. Nikolaus fra Bari og Madonna i Martinengo-galeriet m.v. arbejder fra 1540'erne som Kristus i Emmaus (Tosisamlingen i Brescia) har et bredere malerisk tiziansk foredrag. Også andre italienske byer ejer billeder af ham, Brera-galeriet i Milano en hel række. I Wiens kunsthistoriske museum blev han repræsenteret ved et hovedværk, det berømte Hellige Justina, i Sankt Petersborgs Ermitage-galleri ved Troen og Judith; også i Louvre og det Städel'ske Institut i Frankfurt am Main (en Madonna mellem Sankt Antonius og Sankt Sebastian, omgivet af kirkefædre). Endelig ejer Berlins Bodemuseum et af hans dygtigste værker: Madonna med barnet, Elisabeth og Johannes i skyerne, tilbedte af de nedenfor knælende donatorer. Også i portrætfaget står Moretto højt (blandt andre et mandsportræt i National Gallery i London). På Statens Museum på Kunst ses et dygtigt mandsportræt i Morettos stil.